# Mercedes-Benz O405NE

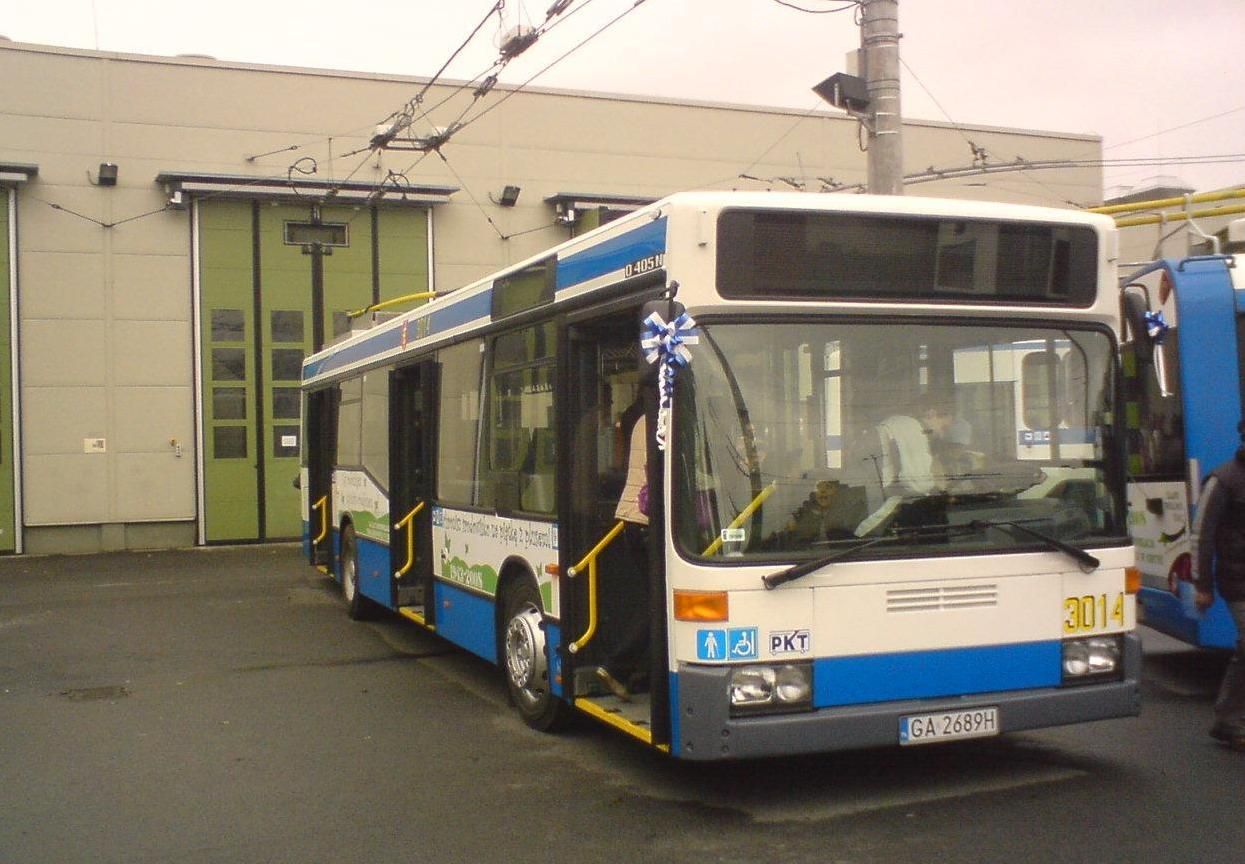
Mercedes O405N3E w zajezdni Gdynia-Leszczynki

MB O405NE – trolejbus, produkowany przez PKT Gdynia na bazie autobusu Mercedes O405N / Mercedes O405N2.

## Historia
Po dostawach do PKT Gdynia w 2001 oraz w 2003 roku pierwszych niskopodłogowych trolejbusów Solaris wzrosła wśród mieszkańców potrzeba pojazdów niskopodłogowych. PKT nie posiadało środków na zakup takiej ilości fabrycznie nowych wozów, aby zastąpiły one wysłużone pojazdy średniopodłogowe. W 2004 r. zapadła decyzja o zakupie używanych autobusów, które po przełożeniu napędu oporowo-stycznikowego z wyeksploatowanych trolejbusów Jelcz oraz zamontowaniu pantografów stałyby się trolejbusem. Pomysł ten okazał się bardzo trafiony między innymi ze względów finansowych (koszt zakupu nowego trolejbusu to ok. 1,2 mln zł, a koszt przeróbki to ok. 200 tys. zł). Dnia 6 grudnia 2004 r. wyjechał na ulice Gdyni pierwszy pojazd tego typu o numerze taborowym 3046.

## Rodzaje pojazdów

### O405NE
Są to pojazdy pierwszej generacji, których w PKT znajdowało się razem 16 sztuk. Charakteryzują się linią okien biegnącą na jednym poziomie wzdłuż całego wozu. Pojazdów tych nie ujrzymy już w ruchu w Gdyni. Na chwilę obecną pozostał w istnieniu tylko pojazd o numerze 3065, i jest przeznaczony na zabytek.

### O405N2E
Od 2007 r. dostarczane były nadwozia II generacji. Były one rozwinięciem swoich poprzedników. Posiadały nowe, bardziej przyjazne pasażerom, rozmieszczenie elementów wnętrza, estetyczniejszy wygląd zewnętrzny i wewnętrzny oraz wiele unowocześnień. Można je poznać po „łamanej” linii okien. Pojazdów II generacji PKT posiadało 5 sztuk. Obecnie trolejbusów tego typu nie ma w komunikacji miejskiej z powodu wprowadzenia w ich miejsce nowych Solaris Trollino IV.

### O405N2I
W celu poprawy komfortu jazdy postanowiono o montowaniu do Mercedesów napędu impulsowego z zastosowaniem choppera. Na początek postanowiono przebudować jeden autobus na ten typ napędu. Kwestie techniczne sprawiły, że trolejbus wyjechał na ulice z półrocznym opóźnieniem. Nadwozie pojazdu było II generacji. Trolejbus ten cechował się wysoką awaryjnością, która spowodowała że zaniechano przebudowy większej ilości pojazdów na ten typ napędu. Posiadał numer 3052, został wycofany i zezłomowany w 2022 roku. 

### O405N3E
W 2008 r. dostarczone zostało pod przebudowę jedno nadwozie III generacji. Od pojazdów II generacji różnił się głównie aranżacją wnętrza, oraz wygodniejszymi siedzeniami. Pojazd wyposażony był w stary napęd oporowo-stycznikowy. Posiadał numer 3014 (w latach 2018–2019 – 3314 po wprowadzeniu do Gdyni nowych trolejbusów marki Solaris IV generacji). W 2020 roku został zezłomowany.

### O405N2AC
Zgodnie z decyzją MZKZG wszystkie nowo przerabiane Mercedesy muszą mieć nowoczesny napęd asynchroniczny. Do budowy tych pojazdów wykorzystano nadwozia II generacji, których było 5 sztuk. Przetarg na dostawę 5 napędów wygrała Enika. Trolejbusy te były wyposażone w zestaw akumulatorów pomocniczych umożliwiających chwilową jazdę bez potrzeby pobierania prądu z sieci trakcyjnej. W obecnej chwili (styczeń 2025) wszystkie te pojazdy zostały zezłomowane.

## Różne
- Trolejbus 3059 był jedynym przedstawicielem serii O405NE, który posiadał klimatyzację kabiny kierowcy, został zezłomowany w styczniu 2019 roku.
- Niektóre Mercedesy były oryginalnie pojazdami 2-drzwiowymi. Wymogiem PKT Gdynia było jednak, aby wszystkie dostarczone nadwozia posiadały 3 wejścia. Ostatnie drzwi w tych pojazdach były więc zabudowywane we własnym zakresie przez dostawcę. Trolejbusy z dodanymi drzwiami łatwo rozpoznać: środkowe drzwi nie znajdują się pośrodku pojazdu, są przesunięte nieco w tył (3317, 3318, 3320, 3052).
- Pojazd o nr. 3052 odróżniał się od pozostałych nie tylko ze względu na napęd. Fotele były miękkie, jak na linię turystyczną, przeznaczono 2 miejsca na większy bagaż, miejsce na wózki wydzielono po prawej stronie pojazdu przed środkowymi drzwiami, co wymusiło zastosowanie drugich drzwi odskokowych.
- Pojazd o nr. 3047 który został oddany do Łucka na Ukrainie został zezłomowany w kwietniu 2024 roku [5].
- Pojazd o nr. 3060 został zaimportowany do Polski z Finlandii[6]. Oprócz 3060 trolejbus numer 3014 został zaimportowany z Belgii[7]. Reszta nadwozi do przebudowy pochodziła z Niemiec.

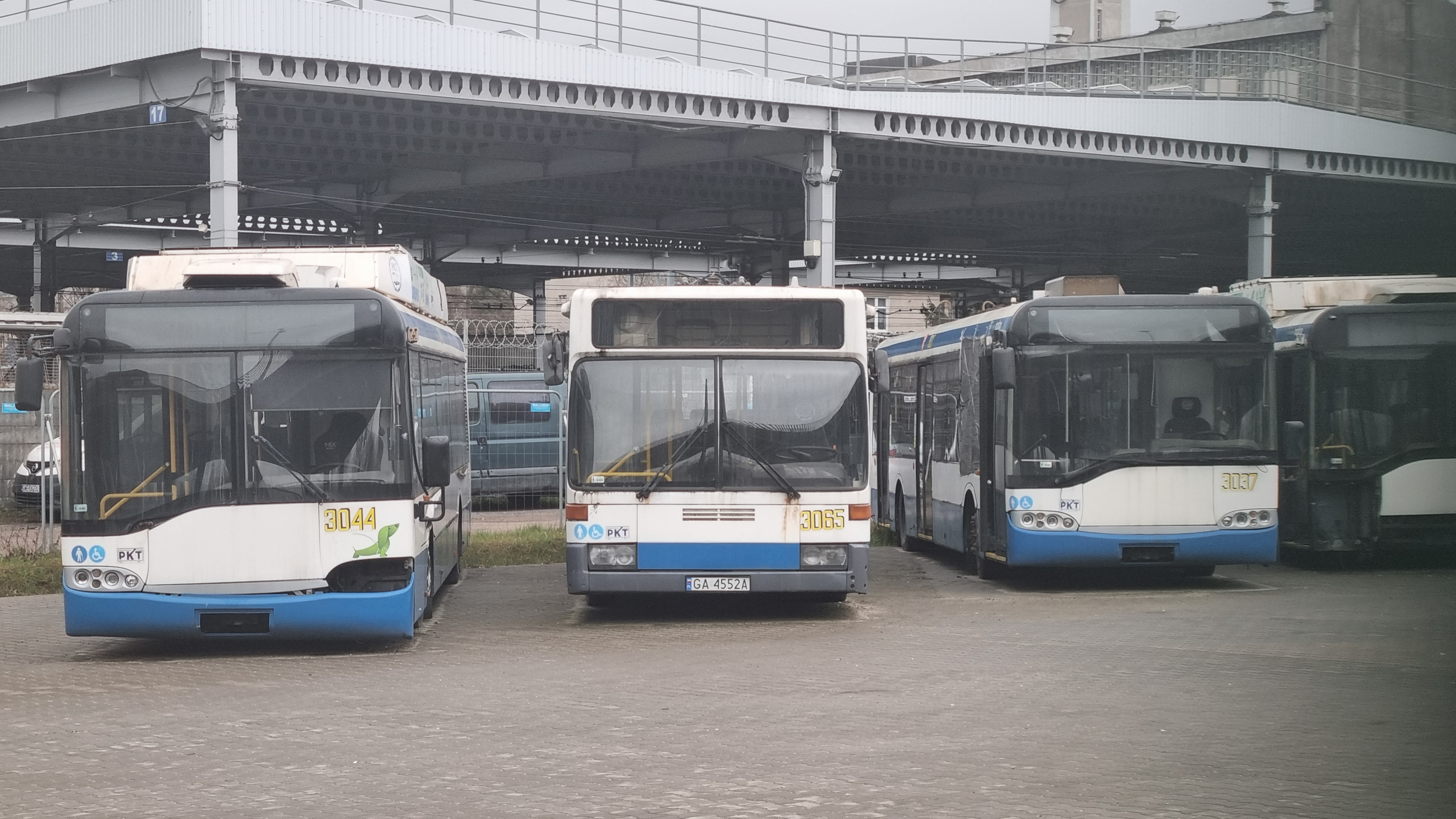
Mercedes O405NE #3065 stojący na zajezdni PKT w Gdyni oczekuje remontu.

- Mercedes O405NE #3065 stojący na zajezdni PKT w Gdyni oczekuje remontu.Pod koniec eksploatacji pojazdów o numerach 3064 oraz 3065 były używane jako pojazdy techniczne do przecierania sieci trakcyjnej.